# Souvlaki (album)
Souvlaki è il secondo album pubblicato dal gruppo shoegaze degli Slowdive.
È considerato l'album della maturità del gruppo, i brani sono più strutturati ma meno sperimentali rispetto all'esordio.
In due brani del disco è presente Brian Eno.
Dall'album è stato tratto il singolo Alison.

## Tracce
1. Alison – 3:52
2. Machine Gun – 4:28
3. 40 Days – 3:15
4. Sing – 4:49
5. Here She Comes – 2:21
6. Souvlaki Space Station – 5:59
7. When the Sun Hits – 4:47
8. Altogether – 3:42
9. Melon Yellow – 3:53
10. Dagger – 3:34

### Edizione USA (SBK Records)
1. Some Velvet Morning - 3:23 (Lee Hazlewood)
2. Good Day Sunshine - 5:08
3. Missing You - 4:15
4. Country Rain - 3:33